# Rigó Jánosné
Rigó Jánosné, Kutassy Ilona (n.a.  – Győr, 2010. október 29.) magyar rádióbemondó, szerkesztő, riporter.

## Életpályája
A Győri Újságnál kezdte, később a Magyar Távirati Irodánál dolgozott, 1954-ben lett a Magyar Rádió Győri Körzeti Stúdiójának munkatársa. Itt szerkesztő, riporter illetve bemondó volt. A Győri Rádió indulásnál az első években győri színészeket is alkalmaztak bemondónak, így Kun Vilmossal is együtt dolgozott, majd legtovább Valastyán Mihály lett állandó bemondó társa, akivel a híreket váltott hangon olvasták. Beszélt idegennyelvei: német és francia. Beszédtanára Fischer Sándor volt. Tanított beszédtechnikát irodalmi színpadvezetőknek. Rendszeresen részt vett a Kazinczy versenyek bírálóbizottságában és a zsűri munkájában. Rádióbemondói munkájáról mesélte: 

„influenzajárvány idején felhívtak a budapesti rádióhoz, hogy kidőlt kolléganőimet helyettesítsem. Ott izgultam néha egy kicsit, mert mások voltak a körülmények, mint amiket itthon megszoktam.”

  Több mint negyven évig dolgozott a Győri Rádióban. 2010. októberében hunyt el, a győr–újvárosi köztemetőben helyezték végső nyugalomra.

## Rádiós munkáiból
- Nők magazinja — szerkesztő (Győri Rádió)
- A kirakat mögött. Kereskedelmi őrjárat — riporter (Győri Rádió)
- Munkásdinasztiák Nyugat-Dunántúlon: a Schnitzer család, a Mosonmagyaróvári Fémszerelvény Gyárból — riporter (Győri Rádió)
- Lapszemle a nyugat-dunántúli lapokból — bemondó (Győri Rádió)
- Nyugat-dunántúli krónika — bemondó (Győri Rádió)

## Díjai, elismerései
- Szocialista Kultúráért (1981)[8]
- Nívódíj (Magyar Rádió, 2003)[9]